# Munida heteracantha
Munida heteracantha is een tienpotigensoort uit de familie van de Munididae. De wetenschappelijke naam van de soort werd in 1892 voor het eerst geldig gepubliceerd door Arnold Edward Ortmann.